# G-STAR.PRO
株式会社G-STAR.PRO（ジースター・プロ）は、東京都渋谷区に本社を置く芸能プロダクションである。
2013年9月設立。俳優の育成・プロデュースとしてスタート。男性歌謡コーラスグループの純烈やヒップホップミュージシャンのSoulja、タレントの小田井涼平、賀集利樹、中村優一などが所属。
kids model/子役プロモーション事業（かぼすディビジョン）、映画製作事業、ゲームイベント制作事業など展開。
アーティストと社員との距離が近いことが特徴である。

## 所属者

### 俳優
- 中村優一
- 小田井涼平
- 岩永洋昭
- 渡部秀
- 栄信
- 西銘駿
- 渡部龍平
- 高橋良輔
- 山本匠馬
- 松本享恭
- 宮澤佑
- 校條拳太朗
- 白又敦
- 安西慎太郎
- 押田岳
- アサヌマ理紗
- 高山孟久
- 優太
- 龍真
- 長田拓郎
- ヤマダユウスケ
- 山川ありそ
- 火野蜂三
- 三遊亭鳳月
- 渋江譲二
- ジェントル
- 賀集利樹
- 中島志
- 西洋亮
- 茨城ヲデル
- 井筒しま
- 青木健
- タカハシシンノスケ
- 川名輪太郎
- 石橋てるみ

### ミュージシャン
- 純烈（歌謡コーラスグループ）
  - 酒井一圭
  - 白川裕二郎
  - 後上翔太
- Soulja
- TRiDENT
- VOI SQUARE CAT
- ニーキューオメガ

### タレント
- 倉持由香（GS GAMINGリーダー）（タレント）
- yunocy（ストリーマー）（タレント）
- 野々宮ミカ（GS GAMING）（タレント）
- そよん（タレント）
- 夏乃さやか（GS GAMING）
- 芦澤佳純（GS GAMING）
- G-STAR Gaming
- いずちのの（動画配信者）

## 過去の所属者
- 佐山彩香（フリー）
- 階戸瑠李（故人）
- 杉原勇武
- 西田あい
- 友井雄亮
- 白石優愛
- 柏木佑介
- 山﨑紗彩
- 宮島三郎
- 西谷星七

## KIDS事業部
- かぼすエージェンシー

## グループ会社
- 株式会社G-STAR.NEXT
- 株式会社ジンセイプロ